# ان‌جی‌سی ۷۰۲۶
ان‌جی‌سی ۷۰۲۶ (انگلیسی: NGC 7026) یک سحابی سیاره‌ای است که در فاصله ۶۰۰۰ سال نوری از زمین در صورت فلکی ماکیان قرار دارد.